# Triangle des Bermudes
Pour les articles homonymes, voir Bermude.
Ne doit pas être confondu avec le groupe de musique Triangle des bermudes
Le triangle des Bermudes est une zone géographique de l’océan Atlantique qui aurait été, selon une croyance répandue, le théâtre d’un grand nombre de disparitions de navires et d’avions militaires ou civils. Néanmoins, cette rumeur se fonde surtout sur des informations erronées, embellies ou mal interprétées et non sur des preuves évidentes, le triangle ne présentant statistiquement parlant aucune anomalie,,. Ainsi, selon un rapport du World Wide Fund for Nature en 2013, le triangle des Bermudes ne fait pas partie des endroits les plus dangereux pour la navigation.

## Zone géographique
La zone géographique que représente le triangle des Bermudes est très fluctuante selon les récits rapportés et les considérations des écrivains qui ont décrit les mystères liés à ce lieu. Selon les auteurs, la zone varie de 500 000 à 1,5 million de kilomètres carrés, ce qui influe sur le nombre de disparitions qu'on y rapporte.
C'est en février 1964 que Vincent Gaddis dans un article nommé « The Deadly Bermuda Triangle », définit dans le pulp magazine Argosy, la zone géographique que recouvre le triangle des Bermudes. Cette zone se situe à l'intérieur d'un triangle formé par l'archipel des Bermudes, Miami et San Juan à Porto Rico.
Néanmoins, cette zone géographique n'est pas reconnue par l'United States Board on Geographic Names.

## Histoire
C'est un article du The Miami Herald , daté du 17 septembre 1950 et signé par Edward Van Winkle, qui fait mention pour la première fois de disparitions inexpliquées dans le secteur. Deux ans plus tard, le magazine Fate publie un article « Sea Mystery at Our Back Door » signé George X. Sand, traitant de la disparition d'une escadrille de cinq chasseurs-bombardiers le 5 décembre 1945 au large de la Floride, évènement connu sous le nom d'escadrille 19. C'est cette disparition inexpliquée qui va véritablement populariser le mythe du triangle des Bermudes,, et alimenter les légendes concernant le secteur. Pourtant, il semblerait que les avions d'exercice, dépourvus d'éléments de navigation, se soient tout simplement perdus en mer après que le compas du pilote-instructeur, le lieutenant Charles Taylor, fut tombé en panne.
Cependant, bien avant la disparition de l'escadrille 19, des disparitions ou des faits étranges avaient été relevés dans le secteur. Christophe Colomb aurait déjà rapporté à son époque, le fait que son compas s'était déréglé dans le secteur[source insuffisante]. En 1918, l'USS Cyclops, un navire charbonnier de l'United States Navy, disparaît en mer sans laisser de trace, ni de message radio. Si le mystère n'a jamais été élucidé (même s'il semble que le bateau ait coulé en mer sans avoir pu lancer de messages de secours) et a alimenté des théories relevant du paranormal ou du surnaturel, il est en revanche peu sûr que la disparition se soit déroulée dans la zone géographique du triangle des Bermudes, mais plutôt entre la Barbade et Baltimore.
Inspirée par les précédents articles publiés dans les années 1950, l'appellation « triangle des Bermudes » est forgée par le journaliste américain Vincent Gaddis dans un article du magazine Argosy de février 1964 : « The Deadly Bermuda Triangle ».
Le journaliste du Los Angeles Times Howard Rosenberg publia en 1974 un article, estimant que plus de 190 navires et 80 avions auraient disparu dans cette même zone au cours des cent années précédentes, et que les garde-côtes américains ont répondu à plus de 8 000 appels de détresse dans ce secteur.
Dans les années 1970, plusieurs ouvrages et articles de journaux ont été consacrés au mystère du triangle des Bermudes. Parmi eux, The Bermuda Triangle publié par Charles Berlitz en 1974, devint un livre à succès et marqua le début d'une série d'enquêtes et de contre-enquêtes sur le sujet.
Pour expliquer les disparitions, certains auteurs évoquent les extraterrestres, l'influence de l'Atlantide, une distorsion spatio-temporelle ou des champs magnétiques surnaturels, tandis que d'autres optent pour des perturbations climatiques, des réactions physiques ou chimiques naturelles liées à l'environnement de ce secteur (par exemple la remontée en surface d'hydrate de méthane) ou encore des défaillances humaines.

## Chronologie des disparitions et mystères
L’histoire moderne des disparitions dans le triangle des Bermudes commencerait au début du XIXe siècle :

### De 1800 à 1850
- En 1800, l’USS Insurgent, un navire français capturé par les Américains en 1799 avec 36 canons et 340 marins.
- En 1800, l’USS Pickering.
- En 1812, le USS Patriot.
- En 1814, l’USS Wasp (en).
- En 1815, l’HMS Epervier (1812).
- En 1824, l’USS Wildcat (en) avec 31 membres d'équipage, le schooner Lynx avec 40 membres d'équipage.
- En novembre 1840, le Rosalie, un navire français trouvé à la dérive au large des côtes de Cuba, sans équipage, les voiles déployées, les canots de sauvetage en place et sa cargaison intacte.
- En 1843, l’USS Grampus (en).

### De 1850 à 1900
- En 1866, le Lotta, un trois-mâts suédois.
- En 1868, le Viego, un navire marchand espagnol.
- En 1880, l’Atalanta, un navire-école britannique avec ses 290 élèves officiers.
- En 1884, le Miramon, une goélette italienne.

### De 1900 à 1950
- En 1909, le Spray, un navire dirigé par Joshua Slocum, considéré comme le meilleur marin de son temps.
- En 1917, le SS Timandra (en) avec 21 marins.
- En 1918, l'USS Cyclops, avec 300 marins, disparu sans envoyer de SOS.
- En 1920, le SS Hewitt (en), ce cargo à vapeur disparut en mer.
- En 1921, le Carroll A. Deering (en) fut retrouvé échoué près de cap Hatteras en Caroline du Nord. Les 11 membres d'équipage avaient disparu.
- En 1925, le SS Cotopaxi avec 32 marins et le Raifuku Maru (en), un cargo japonais, disparut après avoir envoyé le message suivant : « Danger like dagger now. Come quick ! » (« Danger comme dague maintenant. Venez vite ! »).
- En 1926, le Cargo SS Suduffco avec 29 marins.
- En 1938, l’Anglo Australien avec 38 marins. Son dernier message fut : « Temps idéal. Tout va bien ».
- En 1939, le Quenn of Scoths, un bateau anglais.
- En 1942, un TBF Avenger (avion).
- En 1943, un PBY Catalina, un TBF Avenger, un Four Lockheed PV-1 Ventura et un PB4Y Privateer (avions).
- En 1944, un PBY Catalina, un PB4Y Privateer, un SBD-5 Dauntless et un PBY-5A Catalina (en) (avions).
- En 1945, un B-24 Liberator et un PB4Y Privateer (avions), et l'escadrille 19 : cinq avions torpilleurs Avenger.
- En 1947, un Douglas C-54 (avion).
- En 1948, le SS Samkey, l’Evelyn K, le Star Tige, un appareil britannique qui assurait la liaison Açores-Bermudes (dernier message : « Conditions météo excellentes. Arriverons à l’heure prévue »), un Douglas DC-3, faisant la liaison entre Porto Rico et la Floride (dernier message : « Nous approchons de l’aéroport… Nous ne sommes plus qu’à 80 km au sud… Nous apercevons les lumières de Miami… Tout va bien. Attendons les instructions pour l’atterrissage »).
- En 1949, un Tudor IV : le Star Ariel (en) (avion).

### De 1950 à 2000
- En 1950, un cargo costaricien avec son équipage de 28 hommes, un chasseur Grumman F6F, un grand cargo.
- En juin 1950, le Sandra, un cargo.
- En février 1953, l'avion de transport britannique York.
- En octobre 1954, l'avion de transport Super Constellation.
- En décembre 1954, le cargo Southern Districts.
- En septembre 1955, le yacht Connemara IV.
- En novembre 1956, un bombardier patrouilleur de la Marine.
- En janvier 1956, le yacht Revonoc.
- En octobre 1961, un bombardier géant B-52 avec 8 réacteurs, disparaît dans un nuage isolé, au cours d'un exercice de vol en formation espacée.
- En janvier 1962, l'avion ravitailleur de l'armée KB-50.
- En février 1963, le SS Marine Sulphur Queen (en)' - le procès estima que le naufrage était lié à la mauvaise condition du navire[11].
- En juillet 1963, le navire de pêche Sno'Boy.
- En août 1963, deux avions stratotankers K-C-135.
- En juin 1965, un Flying Boxcar C-119, avion de transport.
- En janvier 1967, les avions de transport Chase YC-122, Beechcraft Bonanza et Piper Apache.
- En décembre 1967, le yacht Witchcraft.
- En novembre 1970, l'avion de transport Piper Commanche.
- En octobre 1971, le cargo Caribe.
- En février 1972, le navire V.A. Fogg.
- En mars 1973, le Norse Variant et l’Anita, deux cargos.
- En octobre 1977, le navire Sylivia S. Ossa.
- En février 1978, l'avion militaire KA-6 Navy attack bomber (Fighting Tiger 524) .
- En mai 1980, l'Erco 415-D, un avion.
- En octobre 1980, le navire SS Poet[12].
- En novembre 1983, l'avion Cessna 340A.
- En mars 1984, les avions Piper et Cessna 402b.
- En décembre 1984, l'avion Aeronca 7AC.
- En janvier 1985, l'avion Cessna 337.
- En mai 1985, l'avion Cessna 210k.
- En juillet 1985, un avion Piper.
- En août 1985, l'avion Cessna 172.
- En août 1986, l'avion Twin Otter charter
- En mai 1987, l'avion Cessna 402c.
- En juin 1987, l'avion Cessna 401.
- En décembre 1987, l'avion Cessna 152.
- En février 1988, l'avion Beechcraft.
- En février 1989, un avion Piper.
- En janvier 1990, l'avion Cessna 152.
- En avril 1991, l'avion Piper Comanche.
- En mai 1991, un avion Piper.
- En septembre 1993, l'avion Cessna 152.
- En août 1994, l'avion Piper PA-32.
- En septembre 1994, l'avion Piper PA-23.
- En décembre 1994, l'avion Piper PA-28.
- En 1995, le Jamanic K, un cargo.
- En mai 1996, un avion Aero Commander.
- En août 1998, l'avion Piper PA-28.
- En 1999, le Genesis, un cargo avec 40 marins.
- En mai 1999, un avion Aero Commander

### De 2000 à nos jours.
- En juin 2000, un navire coule, le O.B Commander avec ses 125 marins.
- En décembre 2001, l'avion M.P Plane avec Mikael Paré comme commandant.
- En décembre 2002, l'avion Piper PA-23 s’abîme en mer à 15 km au Nord de Freeport, Bahamas.
- En mars 2004, l'avion Piper PA-32RT disparaît des écrans radar à 25 km à l’Ouest de Freeport, Bahamas.
- En mars 2004, l'avion Piper PA-32-300 disparaît et n'est jamais retrouvé.
- En septembre 2005, l'avion Beech BE-58 disparaît.
- En mai 2006, l'avion Cessna 402C s’abîme à la suite d'une panne du moteur droit. 2 personnes ont été tuées, 6 légèrement blessées et 2 indemnes.
- En octobre 2015, le cargo El Faro disparaît lors de l'ouragan Joaquin, avec 33 personnes à bord.
- En janvier 2017, un couple Dona et Forrest Sanco à bord d’un Cessna 150,
- En décembre 2020, un bateau avec 20 personnes disparaît entre les îles Bimini (Bahamas) et Lake Worth (Floride), les recherches n'ont rien donné[13].

## Théories explicatives
Parmi les diverses hypothèses, on a souvent évoqué des perturbations magnétiques et des flatulences océaniques, soit des émissions sous-marines d'un gaz hautement inflammable, le méthane dont la présence sous forme de bulles dans l'eau diminue fortement la densité de l’eau gazeuse ainsi formée jusqu’à provoquer une perte de flottabilité pour les bateaux (voir hydrate de méthane). La présence de méthane dans l'air en diminue la masse volumique et expliquerait la perte de portance des aéronefs ; si la concentration est suffisante, elle expliquerait également l'arrêt des moteurs thermiques à piston ou réacteurs.
Issus de la décomposition d'éléments organiques comme le pétrole et le charbon, comprimés par la grande profondeur et la température très basse de l'environnement, libérés lors de la création de failles par l'activité tectonique, on trouve aussi des gisements importants en mer du Nord où certaines plateformes de forage, navires et aéronefs auraient été engloutis ou pulvérisés par le même phénomène. Cette thèse a récemment été renforcée par la publication des travaux d'Anatoli Nesterov, de l'Académie des sciences russes. Cependant, de l'aveu même de l'auteur, aucune preuve scientifique ne vient étayer cette hypothèse,,.
On doit cependant noter que de nombreux récits font état de grains blancs dans ce secteur, comme le relate le film Lame de fond.
L'océanographe Simon Boxall du National Oceanography Centre Southampton de l'université de Southampton émet l'hypothèse que des vagues scélérates pourraient être à l'origine de nombreuses disparitions de navires dans le triangle.
Par ailleurs, la cartographie par sonar multi-faisceaux a permis de détecter dans une certaine zone un plateau rocheux sous-marin environné d'affleurements de récifs coralliens. Ce plateau est le vestige d'un ancien volcan qui formait une île volcanique s'élevant à plus de 1 000 m au-dessus du niveau de la mer. Après l'extinction du volcan voici 30 millions d'années, l'érosion du vent et de la pluie ne laissa plus qu'un plateau, qui fut presque entièrement recouvert par l'océan à la fin de la dernière période glaciaire. Aujourd'hui ne subsiste plus à la surface qu'une petite île, protégée par une barrière corallienne qui entoure le plateau sous-marin (bien plus large que l'île). La probabilité que ces récifs des Bermudes puissent éventrer la coque des navires est d'autant plus grande que la mer est calme, car l'absence de vent réduit les courants de la houle qui permettent aux navigateurs de détecter plus facilement l'affleurement des récifs. Cela pourrait ainsi expliquer les naufrages et disparitions de certains navires par temps calme, dans cette zone.

## Le «mystère» contesté
En 1975, le bibliothécaire américain Lawrence David Kusche reprit à la source tous les témoignages sur le sujet. Son livre, The Bermuda Triangle Mystery resolved, démontre notamment qu'une grande partie des disparitions ont eu lieu à d'autres endroits que dans le triangle des Bermudes, et que les ouvrages sur ce thème colportaient surtout des spéculations, sinon des inventions et des mensonges, pour entretenir le prétendu mystère connu.
Ainsi, la Commission d'enquête de la Marine qui a étudié la disparition des bombardiers en 1945 ne remarque aucun fait inexplicable et n'évoque aucune des transmissions radio rapportées par Charles Berlitz dans son livre sur le triangle des Bermudes. Les avions, perdus en mission, auraient en fait été victimes d'une panne de carburant et ne pouvaient plus communiquer en raison de la trop grande distance qui les séparait de leur base. Quant aux navires disparus, ils auraient été pris dans des tempêtes ou victimes de défauts de fabrication qui les ont amenés à couler sans laisser de trace. Selon Kusche, toutes les disparitions, loin d'être des mystères comme le prétendent certains auteurs, peuvent facilement s'expliquer en fonction des conditions météorologiques, de problèmes techniques ou d'accidents naturels (gaz, coraux, etc.).
Le nombre de disparitions rapporté n’est pas particulièrement élevé si l'on tient compte des facteurs suivants :
- la superficie (près de 4 millions de km2) ;
- l'importance du trafic maritime dans cette zone ;
- l'importance des gisements d'hydrate de méthane et de l'activité tectonique de la région ;
- les conditions météorologiques, chaotiques et imprévisibles sous ces latitudes[23].

Plusieurs prétendus naufrages se sont révélés par la suite de simples mystifications. Pour certains, le mystère reste à éclaircir. Pour d’autres, il n’y a pas de mystère, sauf peut-être la propagation de la légende sur la base de faits si minces.
Un documentaire diffusé en 2003 par la chaîne National Geographic ne mentionne pas d’anomalie particulière mesurée dans cette zone, hormis une diminution légère du champ magnétique terrestre. Il rappelle en revanche qu’on y observe les plus violentes tempêtes du globe, avec parfois des vagues scélérates de huit mètres et plus de haut. En ce qui concerne le Vol 19, c’est l’hypothèse d’une erreur de navigation de l’instructeur, formé dans les Keys et ayant confondu la topographie des régions survolées avec celles-ci au point de croire que son compas magnétique était déréglé, qui est retenue comme la plus probable. Les avions se sont éloignés de la côte pensant aller dans la bonne direction et ont probablement amerri. Le fait que les avions aient amerri loin de la côte explique pourquoi on ne les a jamais retrouvés.
En 1975, le cabinet d'assurances Lloyd's de Londres indiquait que le « triangle des Bermudes » n'était pas plus dangereux que d'autres routes maritimes internationales. En 2006, les compagnies d’assurances ne jugent pas utile de majorer leurs primes pour les navires ou avions amenés à traverser cette zone.

## Dans la culture populaire
- Dans le manga One Piece, à la fin de l'arc Enies Lobby, la vieille Kokoro explique à Luffy et à son équipage qu'ils devront traverser une zone très dangereuse pour les bateaux, le « triangle de Florian ». On suppose que c'est le bateau du Capitaine Corsaire Gecko Moria : Thriller Bark. Mais il semblerait qu'on ait noté des disparitions antérieures à l'arrivée de Gecko Moria et de son « île-bateau » Thriller Bark.
- Dans le manga Cobra, the space pirate, dans l'histoire la course interdimensionnelle, le triangle des Bermudes se voit construire un tunnel interdimensionnel par la société GR motors.
- David Copperfield a intitulé l'un de ses numéros Bermuda Triangle, dans lequel il fait « réapparaître » un bateau qui avait coulé dans cette zone.
- Dans le jeu vidéo Monkey Island 2: LeChuck's Revenge, le capitaine Dread évoque le « triangle interdit » et d'autres zones interdites ayant des formes géométriques plus ou moins complexes lorsque l'on clique dans l'eau sur sa carte.
- Dans le second tome de la saga littéraire Percy Jackson, de nombreuses créatures mythologiques se trouvent dans le Triangle des Bermudes dont le cyclope Polyphème.

### Chansons
- Bermuda Triangle est également un album du guitariste et musicien Buckethead,
- La chanson Duel au soleil, d'Étienne Daho, évoque le triangle des Bermudes,
- Papa-Tango-Charly est une chanson de Mort Shuman,
- Bermudes est une chanson de Fauve,
- Bermuda triangle est aussi une chanson du rappeur sud-coréen Zico,
- Bermuda Triangle est un titre de l'album Solo Piano de Chilly Gonzales.
- Bermuda Triangle Blues (flight 45) est un titre de l'album "Plastic Letters" du groupe Blondie.
- Flight 19 est une chanson de B.A Robertson.

### Jeux
- Le Triangle du diable, jeu de société créé par MB, sorti en 1977.

### Livres
- Dans le roman Face au drapeau, écrit en 1894, Jules Verne place une base de pirates au cœur des Bermudes. Ces pirates ont su enlever l’inventeur d'une arme prodigieuse qu'ils mettent à leur profit pour rançonner les navires ; Jules Verne explique ainsi les disparitions constatées.
- Dans la bande dessinée Le Triangle du Diable de la série Les Petits Hommes  (ISBN 2-8001-0629-8), par Pierre Seron (dessin) et Mittéï (scénario), le peuple atlante vit englouti dans le triangle des Bermudes. Ils expliquent les multiples disparitions remarquées depuis l'époque de Christophe Colomb par la nécessité de trouver un moyen de se défendre face à leurs ennemis, les hommes-poissons. Tous les bateaux et avions capturés sont conservés dans un musée (on y retrouve une caravelle contenant encore sa cargaison d'or) que Renaud, le héros, visite lorsqu'il descend sur le continent disparu.
- Dans le roman Souviens-toi d'Alamo ! de Christophe Lambert, la patrouille d'Avengers qui disparaît en 1945 au-dessus du triangle des Bermudes réapparaît dans le ciel d'Alamo, au moment du siège de Fort Alamo en 1836.
- Dans la trilogie Jon Shannow de David Gemmell, cette zone est un champ de stase généré par une Sipstrassi.
- Dans la saga Fablehaven (livre V), la prison des démons est située dans le triangle des Bermudes.
- Dans le livre La Mer des monstres de Rick Riordan le deuxième tome de la série Percy Jackson, le triangle serait la mer où le héros Ulysse aurait subi son Odyssée et où se trouvent Circé, l'île de Polyphème, les sirènes et Charybde et Scylla, les dieux grecs et tous les célèbres lieux mythologiques (les Enfers grecs, l’Olympe, la mer des Monstres) s'étant déplacés aux États-Unis, nouveau berceau de la civilisation occidentale.
- Dans la série des livres d'Yves Naud, O.V.N.I.S. et extra-terrestres, l'auteur décrit toutes les disparitions survenues dans le triangle des Bermudes ainsi que les constatations de Christophe Colomb lors de la traversée de cette zone à compter du 3 septembre 1492 ainsi que des phénomènes troublants survenus le 15 septembre 1492 et le 11 octobre de la même année.
- Dans la saga fantastique Gardiens des Cités Perdues de l'auteure Shannon Messenger, le triangle des Bermudes abriterait la cité ouvrière nommée Mysterium.
- Dans le livre Le Triangle de la mort, Jimmy Guieu, l''écrivain de science-fiction, y décrit, durant une croisière, l'apparition d’une île inconnue, provoquée par des champs de force électromagnétiques et des bouleversements de la courbe espace-temps. Toutes les communications radio disparaissant, le héros Gilles Novak ne peut avertir les terriens des desseins hégémoniques d'un groupe de mutants amphibies, les Kortz, voulant mettre l'humanité en esclavage[26].

### Films
- Le Triangle du Diable  ou Le Triangle de Satan (Satan's Triangle), téléfilm américain réalisé par Sutton Roley, produit par la chaîne ABC et diffusé le 14 janvier 1975.
- Les Voyages de Gulliver de Rob Letterman, sorti en 2011, parle d'un vortex inversé au milieu du triangle des Bermudes qui amènerait au très célèbre royaume de Lilliput.
- Le Mystère du triangle des Bermudes, film d'horreur tourné en 1978 par le réalisateur mexicain René Cardona Jr. (1939-2003) : une équipe de chercheurs plonge dans le triangle des Bermudes à la recherche d’une mystérieuse cité engloutie. S'enchaîne alors une série de malheurs sans fin et les membres de l’expédition meurent les uns après les autres.
- Rencontres du troisième type, film de science-fiction sorti en 1977 où un cargo disparu dans le triangle des Bermudes est retrouvé dans le désert de Gobi.
- Triangle (téléfilm, 2005) téléfilm britanico-américain en trois parties réalisé par Craig R. Baxley.
- Triangle de Christopher Smith, sorti en 2009.
- Dans La Famille Addams, film de 1991, Fétide Addams fut porté disparu durant 25 ans à la suite de son voyage dans le triangle des Bermudes.
- Les Naufragés du 747 dans lequel un avion perd de l'altitude et coule au fond du triangle des Bermudes.
- Percy Jackson : La Mer des monstres, sorti en 2013, la mer des Monstres est le triangle des Bermudes. Charybde serait la cause des disparitions de navires et d'aéronefs.
- Triangle des Bermudes : Le mystère est-il résolu ?, reportage diffusé au cours d’un journal télévisé du 19 juillet 2017 sur France 2[27].
- Pirates des Caraïbes : La Vengeance de Salazar sorti en 2017, le triangles des Bermudes est une zone maritime délimitée par une chaîne de montagnes sombres et extrêmement dangereuse à cause des nombreux récifs et de la forte obscurité à l'intérieur. Ainsi, tous ceux qui s'y sont aventurés ne sont jamais revenus.
- Hôtel Transylvanie 3 : des vacances monstrueuses, sorti en 2018 : les protagonistes participent à une croisière pour monstres dont le point de départ se trouve au Triangle des Bermudes, représenté par des chutes d'eau dans un trou triangulaire au milieu de l'océan. Un empilement d'épaves de bateaux et d'avions se trouve au centre du triangle.

### Séries télévisées
- Wonder Woman. Dans l'épisode pilote, l’île paradisiaque abrite des amazones au cœur du triangle des Bermudes.
- X-Files : Aux frontières du réel, l'épisode Triangle (épisode 3, saison 6) s'inspire largement du triangle des Bermudes pour en faire le thème principal de l'épisode. La théorie proposée est celle d'une faille temporelle.
- How I Met Your Mother (saison 5, épisode 3) (saison 8, épisode 23), Marshall évoque le trottoir devant leur immeuble comme étant un triangle des Bermudes. En effet, lorsque lui et Ted doivent se débarrasser de quelque chose, c'est là qu'ils le déposent. Puis au moindre moment d'inattention, l'objet en question disparaît comme par enchantement.
- La Vie de croisière de Zack et Cody sur Disney Channel (saison 2, épisode 12 : Le Triangle des Bermudes), c'est l'anniversaire de Zack et Cody et chacun regrette de ne pas être fils unique. Le bateau du SS Tipton devrait traverser le triangle des Bermudes.
- Code Lisa (saison 4, épisode 26 : Étrangers au paradis), Chett fait le vœu d'être téléporté sur une île située dans le triangle des Bermudes, ce qui empêchera Lisa d'y utiliser ses pouvoirs, basés sur l'électricité.
- Ratz, le cargo doit passer par le triangle des Bermudes. Des rats extraterrestres débarquent alors sur le navire.
- Albator 78 de Leiji Matsumoto, l'épisode 7 est consacré au triangle des Bermudes. Les disparitions mystérieuses dans cette zone s'expliqueraient par la présence d'une pyramide sous-marine Sylvidre émettant un fort champ magnétique qui attire les avions et les bateaux par le fond[28].
- Une minute avant qui propose une explication comique aux disparitions.
- Les Sorciers de Waverly Place en plus d'être une zone de naufrage, le triangle peut supprimer la magie et retenir les fantômes.
- Fringe, (saison 1, épisode 20 : La Croisée des mondes) Walter Bishop dit que cette zone est l'une des nombreuses zones « poreuses » qui permettent de passer d'un monde à l'autre.
- Futurama, (saison 6, épisode 21), intitulé Möbius Dick (qui parodie les romans de littérature maritime ainsi que les films qui en sont dérivés, au premier rang desquels le Moby-Dick d'Herman Merville, l'équipe du Planet Express doit traverser le « Tétraèdre des Bermudes » une zone spatiale semée d'écueils et hantée par un cachalot fractal capable de plonger dans l'hyperespace.
- NCIS : Enquêtes spéciales (saison 9, épisode 18), Abby fait référence au triangle des Bermudes en montrant une maquette de celui-ci pour expliquer une de ses recherches.
- Scooby-Doo et ses amis font une croisière qui traverse le triangle des Bermudes, où ils sont capturés par des pirates fantômes.
- Code Quantum (saison 4, épisode 16 : Panique à bord) Scott Bakula (Sam Beckett) se retrouve obligé de survoler le triangle des Bermudes pour éviter la mort d'un passager.
- Archer (saison 4, épisode 12) l'ISIS embarque à bord d'un hélicoptère se dirigeant vers le triangle des Bermudes.
- Zak Storm, super pirate, dessin animé où le héros est perdu dans le triangle des Bermudes.
- MacGyver (saison 2, épisode 5) : l'équipe de MacGyver doit retrouver une équipe perdue de la CIA dont l'avion s'est écrasé en plein triangle des Bermudes.